# Открытый чемпионат Бангкока по теннису
Открытый чемпионат Бангкока — профессиональный женский теннисный турнир, проходивший под эгидой WTA в Бангкоке, Таиланд между 2005 и 2007 годом.
Соревнование проходило на открытых кортах с хардовым покрытием.

## Общая информация
Тайское соревнование организовано накануне сезона-2005 в рамках расширения азиатской серии. Организаторы провели в рамках своего турнира три соревнования, после чего закрыли свой приз.
Все три года титульным спонсором соревнования являлась местная топливная компания PTT Public Company Limited. Каждый раз соревнование завершало осеннюю азиатскую серию, проходя параллельно российскому Кубку Кремля.

### Победители и финалисты
Ни одной теннисистке не удалось выиграть турнир в одном разряде более одного раза, однако Ване Кинг удалось победить по разу в одиночном и в парном разряде (причём в один год).
Местные спортсменки играли в решающем матче лишь один раз: Тамарин Танасугарн выступала в решающем матче одиночного турнира 2006 года.
Из шести розыгрышей турнира лишь один прошёл без финального матча — решающий парный матч парного соревнования 2007 не состоялся из-за неявки одной из пар.

## Финалы прошлых лет

### Одиночные турниры
| Год                         | Чемпионка        | Финалистка         | Счёт финала    |
| --------------------------- | ---------------- | ------------------ | -------------- |
| Открытый чемпионат Бангкока |                  |                    |                |
| 2007                        | Флавия Пеннетта  | Чжань Юнжань       | 6-1 6-3        |
| 2006                        | Ваня Кинг        | Тамарин Танасугарн | 2-6 6-4 6-4    |
| Открытый чемпионат Таиланда |                  |                    |                |
| 2005                        | Николь Вайдишова | Надежда Петрова    | 6-1 6-7(5) 7-5 |

### Парные турниры
| Год  | Чемпионки                  | Финалистки                               | Счёт финала |
| ---- | -------------------------- | ---------------------------------------- | ----------- |
| 2007 | Сунь Тяньтянь Янь Цзы      | Аюми Морита Дзюнри Намигата              | Без игры    |
| 2006 | Ваня Кинг Елена Костанич   | Мариана Диас-Олива Натали Грандин        | 7-5 2-6 7-5 |
| 2005 | Синобу Асагоэ Хисела Дулко | Кончита Мартинес Вирхиния Руано Паскуаль | 6-1 7-5     |